# Peugeot Typ 99
Der Peugeot Typ 99 ist ein frühes Automodell des französischen Automobilherstellers Peugeot, von dem 1907 im Werk Audincourt 324 Exemplare produziert wurden.
Die Fahrzeuge besaßen einen Einzylinder-Viertaktmotor, der vorne angeordnet war und über Kardan die Hinterräder antrieb. Der Motor leistete aus 1039 cm³ Hubraum 9 PS.
Bei einem Radstand von 210 cm betrug die Spurbreite 115 cm. Die Karosserieform Doppelphaeton bot Platz für vier Personen.